# Hell Ride
Hell Ride ist ein US-amerikanischer Actionthriller aus dem Jahr 2008.
Unter der Produktion von Quentin Tarantino und The Weinstein Company entstand dieser Actionthriller im Jahre 2008. Der Film wurde am Sundance Film Festival uraufgeführt. Durch die unterdurchschnittlichen Kritiken und Einspielergebnisse wurde der Film weltweit als „Direct-To-Dvd“-Titel verkauft.

## Handlung
Der Biker und Outlaw Pistolero bildet zusammen mit seinen Freunden The Gent und Comanche die Bikergang The Victors. Die Gang sinnt nach Rache für einen Mord, welcher sich in den 1970er Jahren zugetragen hat. Pistoleros Freundin Cherokee wird brutal von den Anführern der rivalisierenden Bikergang The 666ers, The Deuce und Billy Wings als Kampfansage an die Victors ermordet. Pistolero startet seinen Rachefeldzug mit seinen Freunden Gent und Comanche, dabei werden sie von Eddie Zero (einem ehemaligen Mitglied der Victors), dessen Frau Nada und Goody Two-Shoes unterstützt. Goody Two-Shoes wird von Billy Wings aufgespürt und getötet. Pistolero findet den verschwundenen Sohn Cherokees, nachdem ein Gangmitglied der 666ers
auf dieselbe Art und Weise stirbt wie Cherokee. Mit der Hilfe von Eddie Zero können Pistolero und seine Freunde die Mitglieder der 666ers aufspüren und zur Strecke bringen und somit Rache nehmen.

## Hintergrund
- Larry Bishop war in diesem Film nicht nur als Regisseur und Schauspieler tätig, sondern auch als Drehbuchautor und Produzent.
- Inspiriert wurde Bishop von den „Biker-Filmen“ der 60er und 70er.
- Der Name Pistolero war der ursprünglich geplante Titel zu Robert Rodriguez’ Film Desperado.[2]
- In Deutschland erhielt der Film keine FSK-Freigabe und wurde mit der höheren SPIO/JK-Freigabe strafrechtlich unbedenklich veröffentlicht. Diese Fassung ist trotzdem um 29 Sekunden gekürzt und wurde im November 2012 indiziert.
- Der Soundtrack enthält mehrere Titel von Robert Rodriguez, sowie dessen Band Chingon[3].

## Kritik
Bei Rotten Tomatoes erhielt der Film eine unterdurchschnittlich schlechte Bewertung von 10 %.
Das Lexikon des internationalen Films urteilte, der Film sei „Trash mit erheblichem Gewaltpotenzial.“